# Spine of God
Spine of God ist das erste Studioalbum der US-amerikanischen Band Monster Magnet, die meist als EPs bezeichneten Veröffentlichungen Tab und Monster Magnet nicht eingerechnet. Es wurde Ende 1991 über das deutsche Label Glitterhouse veröffentlicht, in den USA erschien es im Februar 1992. Es gilt heute als Klassiker des Stoner-Rock-Genres.

## Stil
Der härtere, psychedelische Rocksound wurde damals mit Mudhoney, den frühen Soundgarden oder schnelleren Songs von Saint Vitus verglichen. Erst später wurde der Begriff Stoner Rock für diese Mixtur etabliert.

## Entstehung
Nachdem Monster Magnet Anfang 1991 mit Tab ihre zweite EP herausgebracht hatten (in den USA erschien diese erst 1993), veröffentlichte die Band Ende des Jahres Spine of God. Für das Album wurden mit Nod Scene und Snake Dance zwei Stücke der selbstbetitelten Debüt-EP von 1990 erneut aufgenommen. Außerdem wurde ein Cover von Grand Funk Railroad, Sin’s a Good Man’s Brother eingespielt. Im Anschluss tourte die Band mit Soundgarden und Voivod durch die USA und konnte sich so einen Vertrag beim Major-Label A&M Records erspielen.

## Rezeption
Uwe Deese vom Rock Hard nannte das Album seinen „derzeitigen Lieblingskrach“, die Platte sei jedoch „nix für schwache Klischeemetallernerven“. Wenn Tony Iommi von Black Sabbath das Album hören würde, würde „er sich endgültig aufs Altenteil setzen“. Deese vergab 9,5 von zehn Punkten. Das Magazin Visions setzte das Album 2005 auf den 109. Platz seiner „150 Alben für die Ewigkeit“. Scott Alisoglu nannte auf Blabbermouth.net das Album einen „legendären Longplayer“ und lobte die „spacige Aura“ und das „süchtig machende“ Songwriting. Auch er vergab 9,5 von zehn Punkten. Jason Ankeny von Allmusic bezeichnete Spine of God als das „Metal-Album für Leute, die Metal-Alben hassen“. Es sei eine „glorreiche und unapologetische Feier purer Hemmungslosigkeit“. Die Bewertung lag bei 4,5 von fünf inklusive der Auszeichnung „AMG Album Pick“.

## Titelliste
1. Pill Shovel (McBain/Wyndorf) – 4:00
2. Medicine – 3:21
3. Nod Scene (McBain/Wyndorf) – 6:46
4. Black Mastermind (McBain/Wyndorf) – 8:13
5. Zodiac Lung – 4:44
6. Spine of God – 8:02
7. Snake Dance – 3:10
8. Sin’s a Good Man’s Brother (Mark Farner) – 3:31
9. Ozium – 8:01
10. Ozium (Demo) – 8:38 (Bonusstück der Wiederveröffentlichung)

Alle Songs wurden von Dave Wyndorf geschrieben, außer wo anders angegeben. Spine of God wurde im März 2006 remastered mit neuem Artwork und Booklet sowie einem Bonusstück wiederveröffentlicht.